# Schießscheibenzelle
Schießscheibenzellen, Zielscheibenzellen oder auch wie im Englischen „Target cells“ sind Erythrozyten mit besonderer Morphologie, die vor allem bei der Thalassämie und anderen hämolytischen Anämieformen vorkommen. Sie sind dadurch gekennzeichnet, dass sie, meist durch einen Membrandefekt verursacht, am Rand und im Zentrum der Zelle besonders viel Hämoglobin anreichert, während der Bereich dazwischen hämoglobinfrei bleibt, sodass sich das Bild einer Zielscheibe ergibt.
Schießscheibenzellen treten auch bei Lebererkrankungen, insbesondere bei einer Cholestase, sowie nach einer Milzentfernung auf. Auch bei der Eisenmangelanämie können infolge der Verringerung des Zytoplasmavolumens Schießscheibenzellen entstehen.